# Dreimal Komödie
Dreimal Komödie, auch in der Schreibweise 3 x Komödie sowie unter den Titeln Liebeswirbel und Wettlauf um Liebe bekannt, ist ein deutscher Spielfilm des Regisseurs Viktor Tourjansky. Die Filmkomödie wurde von Dezember 1944 bis Februar 1945 in München und im Salzkammergut gedreht. Als sogenannter Überläufer wurde der Schwarzweißfilm erst nach Kriegsende fertiggestellt und am 4. März 1949 in der Schauburg in Karlsruhe uraufgeführt. Die Berliner Premiere fand am 2. Mai des gleichen Jahres im Astor statt.

## Handlung
Die Kunstschülerin Ulla schwindelt ihrer älteren Schwester Ilse vor, bei dem Bildhauer Professor Viktor Arnim Modell zu stehen. Um ihn zur Rede zu stellen, sucht Ilse ihn noch am Abend auf. Vor lauter Aufregung vergisst sie ihre Handtasche, was der Professor sofort bemerkt. Ilse findet Viktor offensichtlich nicht unsympathisch und möchte sich nicht mehr als strenge Schwester zeigen. So lügt sie Viktor und seinem ebenfalls anwesenden Freund Philipp Geiger vor, ihre Handtasche sei von einem Mann namens Meier geraubt worden. Sofort erklären sich Viktor und Philipp bereit, die Tasche zurückzuholen. Tatsächlich wohnt in der Nachbarschaft der bekannte Boxer Willi Meier. Auch finden Viktor und Philipp in dessen Wohnung eine Damenhandtasche, die sie heimlich mitnehmen.
Beide wundern sich, als Ilse feststellt, dass es sich nicht um ihre Handtasche handelt. Dennoch möchten sie der Dame helfen, zumal ihr auch Philipp sehr zugetan ist. Wenig später trifft Viktors Braut Olivia Palm ein. Diese ist Kundin im Modesalon, in dem Ilse arbeitet, und deckt den Schwindel um die Tasche auf. Obwohl ihr Viktor die aus seiner Sicht wahrheitsgemäße Geschichte mit der Handtasche erzählt, glaubt ihm seine eifersüchtige Braut kein Wort. Ilse verschweigt den wahren Grund ihres Kommens und behauptet stattdessen, sich in den Professor verliebt zu haben. Die Geschichte mit der Handtasche habe sie sich ausgedacht, um ihn näher kennenzulernen. Am darauf folgenden Morgen erscheinen nacheinander Viktor und Philipp im Modesalon, um Ilse zu beschenken. Auch Olivia trifft dort ein, um Ilse zur Rede stellen. Ilse denkt nicht daran, die Irrtümer um die hysterische Olivia und den undurchsichtigen Viktor, der sich immer mehr als umtriebiger Frauenheld erweist, aufzuklären. Nachdem Philipp und Viktor auch noch in Ilses Wohnung auftauchen, um sich um deren Gunst zu bemühen, verreist Ilse kurzerhand mit ihren Schwestern zu Tante Hermine aufs Land.
Ilse staunt nicht schlecht, als sie feststellen muss, dass ihr beide Verehrer nachgereist sind. Während Philipp einen Unfall vortäuscht, behauptet Viktor, nach Goethe zu forschen, der einst auf dem Anwesen gelebt haben soll. Auf diese Weise werden sie von Tante Hermine im Haus einquartiert. Um sich ihren Verfolgern zu entziehen, erzählt Ilse, mit dem ebenfalls anwesenden Pipo Tonero, ihrem Vetter, verlobt zu sein. Schon bald weiß jeder von den Schwindeleien, so dass sich Viktor und Philipp erneut Hoffnungen machen. Da muss Ilse ihren Urlaub unterbrechen, um im Auftrag ihres Chefs das Hochzeitskleid von Olivia fertigzustellen. Deren Hochzeit soll schon in wenigen Tagen stattfinden, was Ilse sichtlich enttäuscht. Zu ihrem Verdruss bittet Viktor sie auch noch, das Kleid seiner Braut am Hochzeitstag persönlich zu bringen. Noch ahnt Ilse nicht, dass sie selbst Viktors Frau werden wird. Olivia heiratet unterdessen den Boxer Willi Meier.

## Entstehungsgeschichte
Die Filmkomödie wurde unter dem Arbeitstitel Dreimal Komödie von der Herstellungsgruppe Georg Witt der Münchener Bavaria Filmkunst produziert. Die Dreharbeiten fanden vom 5. Dezember 1944 bis Februar 1945 in den Studios der Bavaria Film in Geiselgasteig sowie in der Umgebung von Salzburg statt. Für die Bauten waren die Filmarchitekten Franz Bi und Bruno Lutz verantwortlich. Die Kostüme entwarf Ursula Maes. Regieassistent und Schnittmeister war der spätere Filmregisseur Werner Jacobs. Die Filmmusik komponierte Lothar Brühne. Für Hauptdarsteller Ferdinand Marian war dies der letzte Film; wenige Wochen später, kurz nach Kriegsende, wurde er von den alliierten Militärbehörden mit Auftrittsverbot belegt.
Der Film, der unter dem Titel Liebeswirbel in die Kinos kommen sollte, wurde erst 1949 fertiggestellt und erhielt wiederum den Titel Dreimal Komödie. Die Verwechslungskomödie, deren Handlung nicht auf die politische Situation ihrer Entstehungszeit eingeht, wurde im Februar 1949 von der Alliierten Militärzensur freigegeben. Die Uraufführung fand am 4. März 1949 in der Schauburg in Karlsruhe statt. In Österreich, wo der Film am 26. Januar 1951 startete, lief er unter dem Verleihtitel Wettlauf um Liebe.

## Kritiken
„[…] In den letzten wirren Wochen des Krieges war da eine der leichtesten, gekonntesten Filmkomödien entstanden, die die deutsche Filmgeschichte kennt; Es sind nicht nur drei, wie der Titel sagt, sondern gleich zahllose Verwechslungskomödien, die sich die uralten Lustspielfiguren (Frau zwischen zwei Männern) da vornehmen. Ein Nichts eigentlich, aber mit einer so beschwingten Laune hingestellt, mit solchem Scharm und graziöser Verspieltheit, wie sie sich sonst nur in französischen Filmen von Sascha Guitry oder Pierre Colombier fanden. […] Der Regisseur Victor Tourjanskij hat den Schwankmechanismus nirgends überdreht und spürt den Winkelzügen der Herzen nach, die sich das Leben leicht und die Liebe recht schwer zu machen bestrebt sind. Ferdinand Marian zeigt trotz seines dämonischen schwarzen Schnurrbarts ein helles und aufgeräumtes Gemüt – ein Schauspieler von urkomödiantischer Vielseitigkeit –, und Margot Hielscher findet sich – nach „In flagranti“ – mit ihm zu einem wirklich harmonischen Filmpaar zusammen. Das Publikum […] folgte ihrem Liebesdressurakt mit lauter, lautester Begeisterung.“

„Leicht unterhaltende Komödie, die erst vier Jahre nach dem Krieg uraufgeführt wurde.“